# Руженска гробница
Руженската гробница е най-ранната тракийска гробница, разкрита на територията на Българска Странджа, както и в цяла Югоизточна България.
Могилата, в която е разположена гробницата, се намира на 1,5 km северозападно от с. Ружица, Община Болярово, област Ямбол, до път към селото, стигащ до пътя от гр. Средец към Бургас. Насипът е разположен сред нивите западно от пътя.

## Откритие
Подмогилното съоръжение е разкрито през пролетта на 2004 г. от екип с научен ръководител доц.Даниела Агре, по сигнал на кмета на село Ружица Красимир Костов. Той забелязва иманярски изкоп в могилния насип и сигнализира за това на научния екип на Агре, която работи на терен в съседното село Вълчи извор. През зимата на 2003 – 2004 г. иманяри изкопават дупка, дълбока 6 m, на върха на могилата и попадат право в погребалната камера на гробницата, скрита под насипа. Вследствие на интервенцията погребалното ложе е натрошено, а ценните находки, оставени като дарове преди 2500 години, са плячкосани..

## Датиране
Разкритата под могилния насип гробница е датирана от V век пр. Хр.

## Описание и особености
Гробницата е разкрита в южния сектор на могилата полуразрушена и в сравнително лошо състояние. Състои се от гробна камера, преддверие и дромос с обща дължина 7,05 m. Градежът на структурата е от варовикови блокове и суха зидария от необработени гранитни. Фасадата е открита разрушена. От горната ѝ част са разкрити запазени от 1 до 3 реда обработени квадратни варовикови плочи. Археолозите предполагат, че долната част на фасадата е била иззидана с кирпич.
Дромосът е широк 0,7 m, с дължина 3,08 m и височина 1,4 m, а стените му са с дебелина от 0,75 до 0,8 m. За основата му са използвани варовикови квадри с различни размери, като над тях са започвали редове от кирпич.
Преддверието е с дължина 0,89 m и ширина 1,08 m, като двете му стени са изградени от варовикови камъни с обработени стени, наредени в редове с различни размери.
Покритието на дромоса и преддверието е плоско и се състои от пет необработени гранитни плочи, монтирани напречно. Преддверието се опира на фуга към стената на гробната камера.
Вратата към гробната камера е с височина 1,3 m, ширина 0,6 m и дължина 0,66 m. Покривът на съоръжението е изработен от една плоча.
Гробната камера е с правоъгълна форма и размери: дължина 2,35 m и ширина 1,48 m. Западната стена е разкрита запазена до височина 1,6 m, източната до 0,8 m, а северната до 1,72 m. Стените са били с плоско покритие от гранитни необработени плочи. Подът на гробната камера и дромоса е изработен от добре трамбован заравнен глинен пласт. В гробната камера е разкрито ложе изработено от кирпичени блокове. Северната половина на камерата е открита разбита.
Екипът на Даниела Агре установява, че цялата вътрешност на гробницата е била покрита с тънка замазка, боядисана в бяло, следи от която са наблюдавани в цялост на отделни места при археологическото проучване. Към гробната камера се е влизало през двукрила, вероятно изработена от дърво врата. Стените на входа към гробната камера са били покрити с фрески, изпълнени в три цвята – охра, червено и бяло. Фреските са нанесени върху кирпич с дебелина 0,05 m, с който са облицовани страниците на вратата. Мотивите върху фреските са разнообразни – триъгълници, ромбове, малки и големи меандри, палмети, бръшлянови листа, спирали, квадрати и др. Подобни орнаменти, оцветени по такъв начин, не са известни в Древна Тракия. Според Агре сходства се откриват в отделни елементи в някои гробници открити в Мала Азия, датирани към VІІ-VІ в. пр.н.е., както и напомнящи много на етруска гробнична живопис.
Според Даниела Агре, гробницата е дело на местни тракийски майстори, защото всички каменни блокове са обработени на място. Съоръжението е служело и като мавзолей, за многократно посещаване и отдаване на почит за което свидетелстват изтритите прагове, което говори за продължително култово използване. Намерените в гробницата и пред нея фрагменти от керамични съдове са свидетелство за ритуалите, които древните са изпълнявали на място. Правени са възлияния, като в огромна клада са трошени жертвени съдове, принасяни са в жертва животни – куче е било ритуално умъртвено пред вратата, а друго – върху покритието на гробната камера. Според Агре, обредите са били свързани с култа към владетеля, обожествен в представите на местните тракийски племна – Одриси или Тини. През 2004 г. от екипа на Даниела Агре е проучена втора могила, намираща се наблизо, където са разкрити над 70 жертвени ями в насипа, предназначена специално за погребението на жертвен кон. Тези могили са образували единен некропол.
Една от уникалните черти на подмогилното съоръжение са разкритите фрески, които са единствени по техника и съдържание и съдържат изцяло декоративни мотиви – не се наблюдават реалистично изобразени растения, животни или хора. Подобни абстрактни декорации са разкрити при големите долмени с украсени лицеви плочи край с.Голям Дервент, но също така се наблюдават при мраморните стели, открити в местността Столоватец, край гр.Разлог. Цялата гробна камера също е била оцветена в бяло, а в основата е имала черен кант.

## Опазване
Обектът е изоставен, а теренът е покрит с паразитна растителност. Вертикалните стени на изкопа са свлечени върху разкопаната зона. Според инж.Любомир Цонев, Руженската гробница е изключително интересно и своеобразно междинно звено, което свързва мегалитите с класическите тракийски квадрови гробници от земите на Древна Тракия. Цонев смята, че този важен и интересен преход рядко може да се проследи другаде така добре, както тук. Той алармира, че спасяването и консервирането на гробницата се налага спешно, понеже съоръжението е в нестабилно състояние и се руши видимо твърде бързо.
Плочи от гробницата са открити по време на разкопките през лятото на 2004 г. в стопанския двор на местен жител, който решил да ги използва вторично, за направата на постройка за отглеждане на свине, поради факта, че са добре обработени.
В периода юни – август 2004 година, разкопките на гробницата са посетени от над 4000 туристи, дошли специално от българските черноморски курорти. По време на проучването, освен местните жители на селото, в изкопните работи се включват британски поданици, които са собственици на недвижими имоти в Ружица. През 2004 г. има планове за консервация, реставрация и социализация на обекта, които впоследствие не са осъществени..